# Dawn Wells
Dawn Elberta Wells (Reno, 18 oktober 1938 - Los Angeles, 30 december 2020) was een Amerikaanse actrice. Ze deed vooral televisiewerk in de jaren zestig.

## Biografie

### Jonge jaren en carrière
Wells ging naar het Stephens College in Columbia, in Missouri. Later ging ze naar de Universiteit van Washington, in Seattle, waar ze in 1960 afstudeerde in theaterkunsten. Ze was lid van het Alpha Chi Omega-gezelschap.
In 1959 werd Wells tot Miss Nevada gekroond en vertegenwoordigde ze haar staat op de Miss America-verkiezing van 1960.
Nadat ze verhuisde naar Hollywood, speelde ze in verschillende televisieseries, zoals 77 Sunset Strip, Maverick en Bonanza. In 1964 kreeg ze de rol van het personage Mary Ann in de serie Gilligan's Island. Deze rol vertolkte ze gedurende de hele serie en in de drie afgeleide televisiefilms.
Ze was getrouwd met Larry Rosen, van 1962 tot 1967.

### NaGilligan's Island
Wells speelde samen met Michael Dante in de onafhankelijke film Winterhawk uit 1975.
In de jaren 90 speelde ze een parodie op haar personage uit Gilligan’s Island in een reclame voor 1-800-COLLECT.
In 1993 publiceerde Wells het boek "Mary Ann's Gilligan's Island Cookbook", samen met schrijvers Ken Beck & Jim Clark.
In 2008 bezocht Wells de ceremonie waarbij Sherwood Schwartz, de bedenker van Gilligan's Island, een ster kreeg op de Hollywood Walk of Fame.

### Leven in Idaho

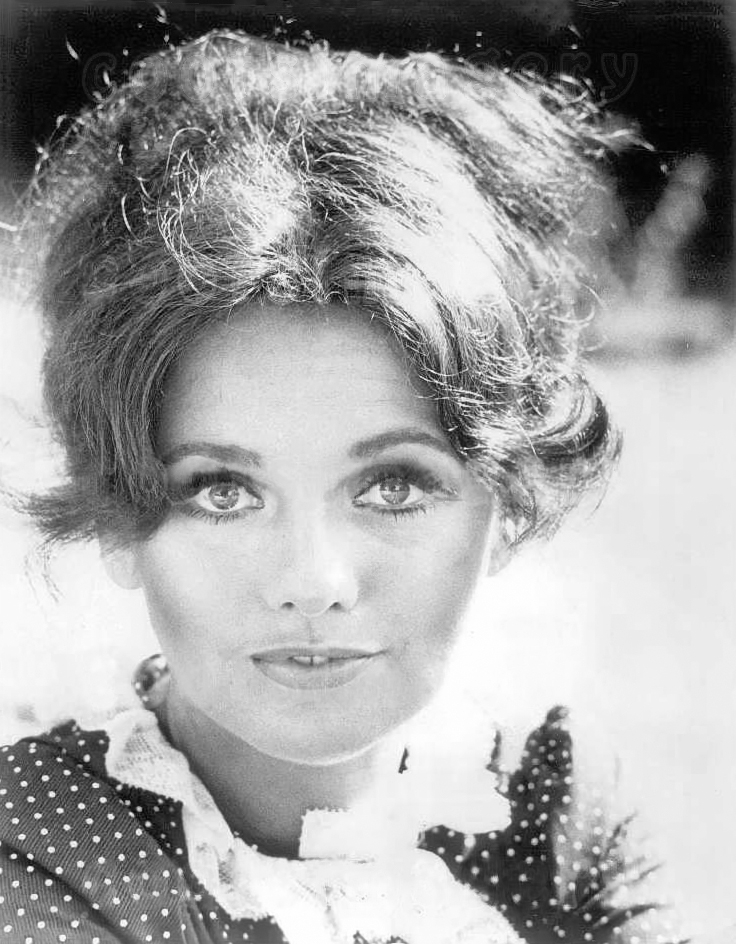
Dawn Wells in 1975

Wells verhuisde in de jaren 90 terug naar Oost-Idaho, waar ze voorheen vele zomers doorbracht. Hier opende ze de kledingzaak “Wishing Wells Collections”, welke gespecialiseerd is in het maken van kleding voor mensen met een handicap. Ze is oprichtster van het Idaho Film and Television Institute.
Op 18 oktober 2007 werd Wells gearresteerd, omdat er marihuana in haar auto was aangetroffen. Volgens een bericht van de Associated Press op 29 februari 2008 kreeg ze een boete van $410,50 wegens roekeloos rijden. De aanklacht van drugsbezit werd ingetrokken, daar Wells' auto eerder die dag was gehuurd door iemand anders, die bekende de marihuana achter te hebben gelaten.

## Overleden
Wells overleed op 82-jarige leeftijd aan de gevolgen van COVID-19.

## Filmografie (selectie)
- The Roaring Twenties (1961)
- Palm Springs Weekend (1963)
- The New Interns (1964)
- Gilligan's Island (1964-1967)
- Winterhawk (1975)
- The Town That Dreaded Sundown (1976)
- Return to Boggy Creek (1977)
- Rescue from Gilligan's Island (1978)
- The Castaways on Gilligan's Island (1979)
- The Harlem Globetrotters on Gilligan's Island (1981)
- High School U.S.A. (1983)
- The Princess and the Dwarf (1989)
- Soulmates (1992)
- Lover's Knot (1996)
- Super Sucker (2002)
- Forever for Now (2004)
- Cyber Meltdown (2005)